# Речицкий уезд

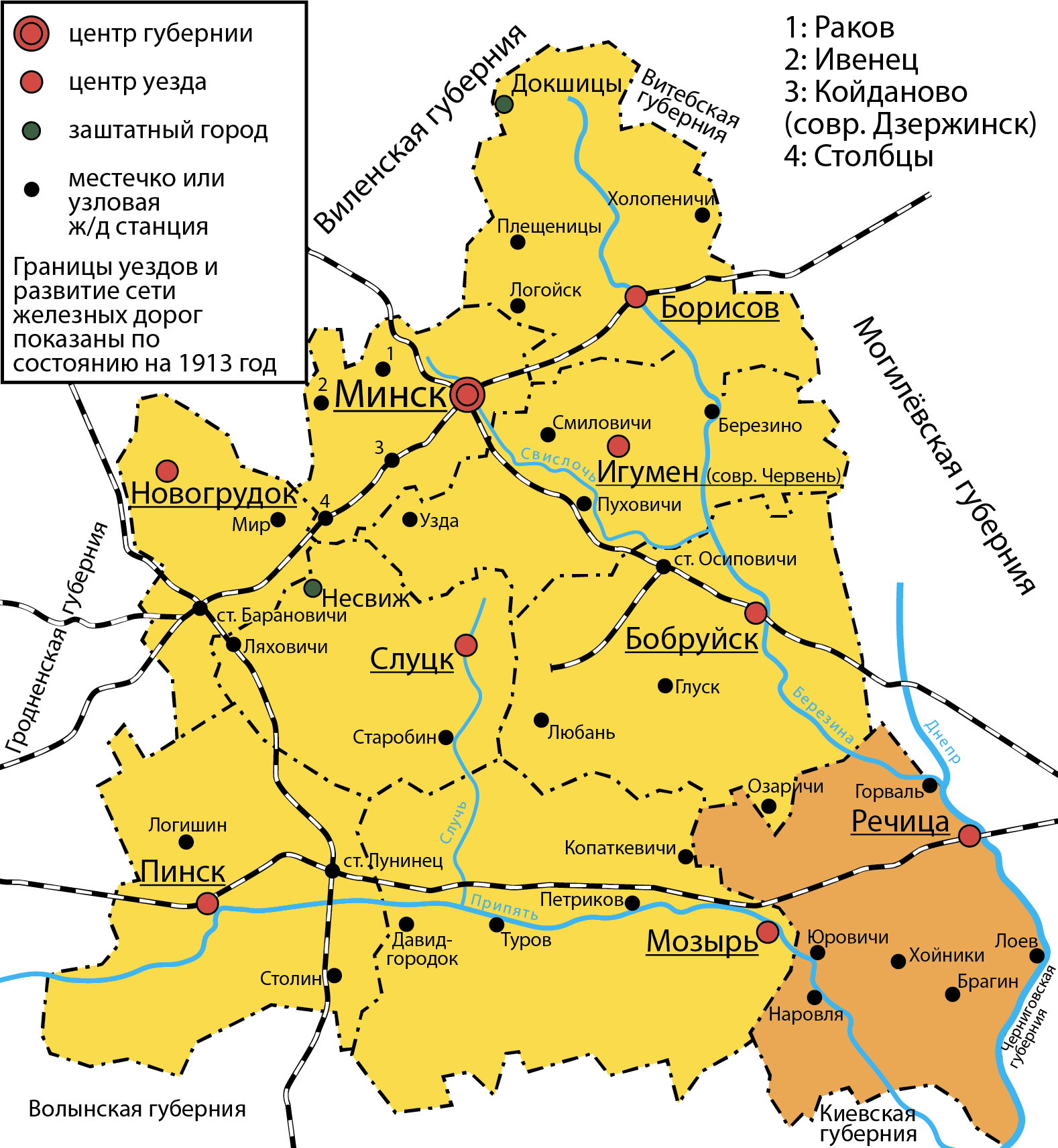
Речицкий уезд на карте Минской губернии по состоянию на 1913 год.

Ре́чицкий уе́зд — административно-территориальная единица образована 29 октября 1796 года в составе Черниговского наместничества, с 12 декабря 1796 года в образованной из Черниговского наместничества Малороссийской губернии. С 29 августа 1797 года присоединён к Минской губернии (1797—1919). С 1919 по 1926 год в Гомельской губернии РСФСР. В феврале-марте 1924 года волости Мухаедовская, Дерновичская, Наровлянская, Дудичская со ст. Калинковичи, Савичская, Домановичская, Карповичская и части волостей: Автютевичской, Юрьевичской и Якимо-Слободской выделены из состава уезда и переданы БССР. В декабре 1926 года уезд был упразднён.
Административный центр уезда — город Речица.

## Административное деление
В 1848 году в Речицком уезде было семь волостей: Коленковицкое, Василевицкое, Равенское, Загальское, Мухоедское, Погонное, Авплоновицкое.
В 1871—1877 годах Речицкий уезд делился на четыре стана, в которые входили 23 волости:
- 1-й — м. Брагин — входили Брагинская, Микуличская, Ручаевская, Савичская, Деражацкая, Иольчанская, Лоевская волость.
- 2-й — м. Юревичи — входили Юревичская, Неровлянская, Хойницкая, Дерновичская волость.
- 3-й — м. Калинковичи — входили Дудичская, Автютевичская, Домановичская Карповичская, Василевичская, Крюковичская волость.
- 4-й — м. Горваль — Горвальская, Якимо-Слободская, Ровенско-Слободская, Заспенская, Холмечская, Малодушская волость.

В 1878—1888 годах Речицкий уезд делился на четыре стана, в которые входили 23 волости:
- 1-й — м. Брагин — входили Брагинская, Микуличская, Ручаевская, Савичская, Деражацкая, Иольчанская, Лоевская волость.
- 2-й — м. Юревичи — входили Юревичская, Неровлянская, Хойницкая, Дерновичская волость.
- 3-й — с. Василевичи — входили Дудичская, Автютевичская, Домановичская Карповичская, Василевичская, Крюковичская волость.
- 4-й — г. Речица — Горвальская, Якимо-Слободская, Ровенско-Слободская, Заспенская, Холмечская, Малодушская волость.

В 1890 году в состав уезда входило 23 волости:
| № п/п | Волость             | Волостное правление   | Число селений | Население |
| ----- | ------------------- | --------------------- | ------------- | --------- |
| 1     | Автютевичская       | с. Большие Автютевичи | 20            | 5935      |
| 2     | Брагинская          | м. Брагин             | 32            | 11006     |
| 3     | Василевичская       | с. Василевичи         | 17            | 6210      |
| 4     | Горвальская         | м. Горваль            | 17            | 4445      |
| 5     | Деражацкая          | с. Деражичи           | 20            | 5550      |
| 6     | Дерновичская        | д. Дерновичи          | 37            | 7034      |
| 7     | Домановичская       | с. Домановичи         | 24            | 5810      |
| 8     | Дудичская           | с. Дудичи             | 23            | 6356      |
| 9     | Заспенская          | с. Заспа              | 24            | 5810      |
| 10    | Иольчанская         | д. Новая Иолча        | 36            | 4937      |
| 11    | Карповичская        | д. Карповичи          | 31            | 5125      |
| 12    | Крюковичская        | д. Крюковичи          | 28            | 6526      |
| 13    | Лоевская            | м. Лоев               | 11            | 7023      |
| 14    | Микуличская         | с. Микуличи           | 35            | 7364      |
| 15    | Малодушская         | с. Малодуша           | 17            | 3462      |
| 16    | Неровлянская        | м. Наровля            | 55            | 8070      |
| 17    | Ровенско-Слободская | с. Ровенская Слобода  | 30            | 7431      |
| 18    | Ручаевская          | с. Ручаёвка           | 19            | 3836      |
| 19    | Савичская           | д. Савичи             | 27            | 5510      |
| 20    | Хойницкая           | м. Хойники            | 36            | 10686     |
| 21    | Холмечская          | м. Холмеч             | 46            | 9620      |
| 22    | Юревичская          | м. Юровичи            | 56            | 8155      |
| 23    | Якимо-Слободская    | с. Якимова Слобода    | 25            | 3858      |

В 1902—1913 годах Речицкий уезд делился на пять станов, в которые входили 23 волости:
- 1-й — м. Брагин
- 2-й — м. Юревичи
- 3-й — м. Дудичи
- 4-й — г. Речица
- 5-й — м. Лоев

В 1913 году в уезде была образована Оривечская волость, 24-я по счёту.
По состоянию на 1921 год в уезде было 26 волостей.
По состоянию на 15 мая 1923 года в уезде было 14 волостей.
По состоянию на 1 мая 1924 года в уезде было 10 волостей.
На 1 января 1926 года уезд состоял из девяти волостей: Брагинская (м. Брагин), Василевичская (с. Василевичи), Горвальская (м. Горваль), Комаринская (м. Комарин), Лоевская (м. Лоев), Речицкая (г. Речица), Холмечская (м. Холмеч), Хойникская (м. Хойники), Юревичская (м. Юревичи). Площадь уезда составляла 8291 км².

## Административно-полицейские учреждения
С 1802 года административно-полицейские функции в уезде осуществлял нижний земской суд состоящий в подчинении Минского губернского правления.
| Год  | Чин, должность            | Земской исправник            | Заседатели | Заседатели | Секретарь                     |
| ---- | ------------------------- | ---------------------------- | --- | --- | ----------------------------- |
| 1796 | Регент Мозырьского повета | Иосиф Крушевский             | Фадей Иванович Солтан Доминик Рымша                                                                                                 | Фадей Иванович Солтан Доминик Рымша                                                                                    | Яков Леонтьевич Кубраковский  |
| 1801 | Коммисар                  | Павел Иванович Пригоровский  | Станислав Солтан Доминик Рымша | Станислав Солтан Доминик Рымша                                                                                         | Яков Леонтьевич Кубраковский  |
| 1802 | Титулярный советник       | Иван Васильевич Залеский     | Фелициан Иванович Харевич Игнатий Антонович Маевский                                                                                | Фелициан Иванович Харевич Игнатий Антонович Маевский                                                                   | Яков Леонтьевич Кубраковский  |
| 1805 | Коллежский секретарь      | Яков Леонтьевич Кубраковский | Иосиф Иванович Карвовский Фелициан Иванович Харевич Иосиф Ефимович Корсак                                                           | Иосиф Иванович Карвовский Фелициан Иванович Харевич Иосиф Ефимович Корсак                                              | Иван Алексеевич Протопопов    |
| 1808 | Коллежский секретарь      | Яков Леонтьевич Кубраковский | Иосиф Иванович Корвовский Леопольд Иванович Солтан Алиозий Иванович Василевский                                                     | Иосиф Иванович Корвовский Леопольд Иванович Солтан Алиозий Иванович Василевский                                        | Михайло Андреевич Гуляй       |
| 1810 | Коллежский секретарь      | Яков Леонтьевич Кубраковский | Леонард Иванович Солтан Бенедикт Жуковский Иван Троянович Прибора                                                                   | Леонард Иванович Солтан Бенедикт Жуковский Иван Троянович Прибора                                                      | Михайло Андреевич Гуляй       |
| 1811 | Коллежский секретарь      | Яков Леонтьевич Кубраковский | Иосиф Иванович Карновский Иван Олешкевич Николай Корсак                                                                             | Иосиф Иванович Карновский Иван Олешкевич Николай Корсак                                                                | Михайло Андреевич Гуляй       |
| 1813 | Коллежский секретарь      | Яков Леонтьевич Кубраковский | Емельян Фёдорович Буяновский Адам Тимофеевич Радзиевский Станислав Христофорович Солтан                                             | Емельян Фёдорович Буяновский Адам Тимофеевич Радзиевский Станислав Христофорович Солтан                                | Михайло Андреевич Гуляй       |
| 1814 | Коллежский секретарь      | Яков Леонтьевич Кубраковский | Емельян Фёдорович Буяновский Николай Ефимович Корсак Антон Денисович Козел Ксаверий Александрович Ивашкевич                         | Емельян Фёдорович Буяновский Николай Ефимович Корсак Антон Денисович Козел Ксаверий Александрович Ивашкевич            | Илья Михайлович Соломаха      |
| 1814 | Коллежский секретарь      | Яков Леонтьевич Кубраковский | Выборные заседатели | Заседатели от короны                                                                                                   | Илья Михайлович Соломаха      |
| 1815 | Коллежский секретарь      | Яков Леонтьевич Кубраковский | Николай Ефимович Корсак Антон Денисович Козел Ксаверий Александрович Ивашкевич                                                      | Иван Васильевич Залеский Иосиф Иванович Карновский                                                                     | Илья Михайлович Соломаха      |
| 1817 | Коллежский регистратор    | Иосиф Иванович Карновский    | Николай Ефимович Корсак Антон Денисович Козел Ксаверий Александрович Ивашкевич                                                      | Иван Васильевич Залеский Иосиф Иванович Карновский                                                                     | Илья Михайлович Соломаха      |
| 1820 | Губернский секретарь      | Осип Иванович Карвовский     | Антон Денисович Козел Леон Станиславович Оскерко Каетан Андреевич Солтан Адам Михайлович Александрович                              | Иван Васильевич Залеский Иосиф Иванович Карновский                                                                     | Козьма Гаврилович Хантинский  |
| 1822 | Губернский секретарь      | Осип Иванович Карвовский     | Антон Денисович Козел Леон Станиславович Оскерко Каетан Андреевич Солтан Адам Михайлович Александрович Адам Викентьевич Велямовский | Иван Васильевич Залеский Иосиф Иванович Карновский                                                                     | Козьма Гаврилович Хантинский  |
| 1823 | Губернский секретарь      | Осип Иванович Карвовский     | Антон Денисович Козел Адам Михайлович Александрович Людвиг Васильевич Солтан Викентий Свивеевич Маевский                            | Иван Васильевич Залеский Иосиф Иванович Карновский                                                                     | Козьма Гаврилович Хантинский  |
| 1824 | Губернский секретарь      | Осип Иванович Карвовский     | Антон Денисович Козел Адам Михайлович Александрович Людвиг Васильевич Солтан Валериан Фадеевич Солтан                               | Иван Васильевич Залеский Иосиф Иванович Карновский                                                                     | Козьма Гаврилович Хантинский  |
| 1825 | Губернский секретарь      | Осип Иванович Карвовский     | Антон Денисович Козел Адам Михайлович Александрович Людвиг Васильевич Солтан Генрих Валентинович Зелионка                           | Иван Васильевич Залеский Иосиф Иванович Карновский                                                                     | Козьма Гаврилович Хантинский  |
| 1826 | Губернский секретарь      | Осип Иванович Карвовский     | Петр Михайлович Александрович Людвиг Васильевич Солтан                                                                              | Александр Моисеевич Шила Козьма Григорьевич Хантинский Иван Леонтьевич Козляковский                                    | вакансия                      |
| 1827 | Губернский секретарь      | Осип Иванович Карвовский     | Петр Михайлович Александрович Людвиг Васильевич Солтан                                                                              | Александр Моисеевич Шила Козьма Григорьевич Хантинский Иван Леонтьевич Козляковский                                    | Андрей Фёдорович Хитун        |
| 1831 | Губернский секретарь      | Осип Иванович Карвовский     | Куприян Михайлович Александрович | Александр Моисеевич Шила Козьма Григорьевич Хантинский Антон Дионисович Козел Ксаверий Станиславович Солтан            | Андрей Фёдорович Хитун        |
| 1835 | Титулярный советник       | Иван Михайлович Чекотовский  | Александр Моисеевич Шилло Козьма Григорьевич Хантынский Ксаверий Станиславович Солтан                                               | Александр Моисеевич Шилло Козьма Григорьевич Хантынский Ксаверий Станиславович Солтан                                  | Андрей Фёдорович Хитун        |
| 1836 | Титулярный советник       | Иван Михайлович Чекотовский  | Козьма Григорьевич Хантынский Ксаверий Станиславович Солтан Феодосий Иосифович Костровицкий Казимир Михайлович Вислоух              | Козьма Григорьевич Хантынский Ксаверий Станиславович Солтан Феодосий Иосифович Костровицкий Казимир Михайлович Вислоух | вакансия                      |
| 1837 | Титулярный советник       | Иван Михайлович Чекотовский  | Козьма Григорьевич Хантынский Андрей Фёдорович Хитун Ксаверий Станиславович Солтан Иван Васильевич Янковский                        | Козьма Григорьевич Хантынский Андрей Фёдорович Хитун Ксаверий Станиславович Солтан Иван Васильевич Янковский           | Марко Сильвестрович Бодовский |

По «Положению о земской полиции» от 3 июня 1837 года нижний земской суд был преобразован в земский суд. В состав земского суда входил Земской исправник, старший непременный заседатель, три участковых заседателя (становых пристава). При земском суде находилась отдельная канцелярия под заведованием секретаря. Земский исправник и старший непременный заседатель избирались местным дворянством. Участковые заседатели определялись губернским правлением из дворян, преимущественно местных. В компетенцию судов входили расследование и решение дел о кражах, а также мошенничестве, обмане, различных мелких преступлениях, а также проведение следствий по уголовным и гражданским делам. Земской суд исполнял указы губернского правления, казённой палаты, палат уголовного и гражданского судов, уездного суда и дворянской опеки.
| Год        | Должности и Чины               | Земский исправник                    | Старший заседатель                            | Секретарь                     |
| ---------- | ------------------------------ | ------------------------------------ | --------------------------------------------- | ----------------------------- |
| 1839       | Коллежский асессор             | Иван Михайлович Чекатовский          | Косма Григорий Хантинский                     | Марко Сильвестрович Бодовский |
| 1842       | Коллежский асессор             | Иван Михайлович Чекатовский          | Косма Григорий Хантинский                     | Василий Степанович Ельницкий  |
| 1844       | Коллежский асессор             | Иван Михайлович Чекатовский          | Осип Павлович Тиль                            | Василий Степанович Ельницкий  |
| 1845       | Ротмистр                       | Осип Осипович Козловский             | Осип Павлович Тиль                            | Василий Степанович Ельницкий  |
| 1846       | Титулярный советник            | Виталий Антонович Ольшевский         | Осип Павлович Тиль                            | Василий Степанович Ельницкий  |
| 1847       | Титулярный советник            | Виталий Антонович Ольшевский         | Осип Павлович Тиль                            | Викентий Семёнович Китновский |
| 1848       | Надворный Советник             | Василий Парфентьевич Маркиянов       | Осип Павлович Тиль                            | Викентий Семёнович Китновский |
| 1850       | Надворный Советник             | Василий Парфентьевич Маркиянов       | Лаврентий Степанович Ельницкий                | Викентий Семёнович Китновский |
| 1859       | Надворный Советник             | Василий Парфентьевич Маркиянов       | Феликс Иванович Самович                       | Осип Антонович Поповский      |
| 1860- 1863 | Коллежский асессор             | Игнатий Фадеевич Бороздич            | Феликс Иванович Самович                       | Осип Антонович Поповский      |
| Год        | Становой пристав (м. Брагин)   | Становой пристав (м. Юревичи)        | Становой пристав (с. Евтушкевичи)             |                               |
| 1839       | Антон Фёдорович Хитун          | Иван Васильевич Янковский            | Константин Родионович Лясковский-Тендентников |                               |
| 1840       | Антон Фёдорович Хитун          | Андрей Иванович Тихоновский          | Адам Антонович Глыбовский                     |                               |
| 1842       | Антон Фёдорович Хитун          | Антон Васильевич Григорович-Волкович | Адам Антонович Глыбовский                     |                               |
| 1844       | Антон Фёдорович Хитун          | Антон Васильевич Григорович-Волкович | Николаевич Павлович Путилов                   |                               |
| 1845       | Антон Фёдорович Хитун          | Антон Васильевич Григорович-Волкович | Николай Фёдорович Фёдоров                     |                               |
| 1846       | Лаврентий Степанович Ельницкий | Антон Васильевич Григорович-Волкович | Николай Фёдорович Фёдоров                     |                               |
| 1848       | Лаврентий Степанович Ельницкий | Антон Васильевич Григорович-Волкович | вакансия                                      |                               |
| 1849       | Александр Антонович Крощинский | Антон Васильевич Григорович-Волкович | Евгений Анисомович Замысловский               |                               |
| 1852       | Александр Антонович Крощинский | вакансия                             | Каспер-Мельхиор-Бальтазар Адамович Чечот      |                               |
| 1854       | Александр Антонович Крощинский | Казимир Антонович Освецимский        | Каспер-Мельхиор-Бальтазар Адамович Чечот      |                               |
| 1859- 1861 | Фёдор Иванович Короткевич      | Александр Османович Мухля            | Каспер-Мельхиор-Бальтазар Адамович Чечот      |                               |

Со введением «Временных правил об устройстве полиции в городах и уездах губерний, по общему учреждению управляемых» от 25 декабря 1862 года Речицкий земской суд был преобразован в Уездное полицейское управление. В обязанности управления входило надзор за исполнением решений и приговоров судебных учреждений, наблюдение за торговлей, состоянием дорог, набор рекрутов, взыскание недоимок и т. п. Уездное полицейское управление находилось в подчинении губернского правления. В их состав входили уездный исправник, помощник исправника, общее присутствие управления. Исполнительными чиновниками уездных полицейских управлений являлись становые приставы, управляющие административно-полицейскими участками.
| Год        | Чин, звание            | Уездный исправник               | Помощник исправника              | Старший заседатель               | Секретарь                         |
| ---------- | ---------------------- | ------------------------------- | -------------------------------- | -------------------------------- | --------------------------------- |
| 1863       | Майор в отставке       | Владимир Иванович Ульянов       | Александр Исаев                  | Николай Антонович Бопчевский     | Телесфор Дементьевич Русецкий     |
| 1865       | Майор в отставке       | Владимир Иванович Ульянов       | Станислав Григорьевич Карнилович | Иосиф Антонович Поповский        | Михаил Степанович Грасевич        |
| 1866       | Майор в отставке       | Владимир Иванович Ульянов       | Станислав Григорьевич Карнилович | Василий Васильевич Зубаревич     | Михаил Степанович Грасевич        |
| 1871       | Коллежский регистратор | Константин Нилович Ермолин      | Станислав Григорьевич Карнилович | Василий Васильевич Зубаревич     | Михаил Степанович Грасевич        |
| 1872       | Коллежский регистратор | Константин Нилович Ермолин      | Александр Муратович Богданович   | Андрей Леонтьевич Иванов         | Петр Егорьевич Грибовский         |
| 1873       | Титулярный советник    | Михаил Герасимович Орел         | вакансия                         | Григорий Андреевич Сулковский    | Петр Егорьевич Грибовский         |
| 1874       | Титулярный советник    | Михаил Герасимович Орел         | Алексей Ильич Яхнов              | Александр Антонович Ляцкий       | Петр Егорьевич Грибовский         |
| 1875       | Титулярный советник    | Михаил Герасимович Орел         | Алексей Ильич Яхнов              | Дмитрий Александрович Жуков      | Петр Егорьевич Грибовский         |
| 1876       | Коллежский асессор     | Николай Александрович Плетнёв   | Алексей Ильич Яхнов              | Дмитрий Александрович Жуков      | Петр Павлович Резников            |
| 1879       | Титулярный советник    | Петр Фаддеевич Врублевский      | Вениамин Павлович Бабаев         | Константин Степанович Маковецкий | Игнатий Казимирович Заливако      |
| 1880       | Коллежский асессор     | Матвей Иванович Закалинский     | Вениамин Павлович Бабаев         | Константин Степанович Маковецкий | Игнатий Казимирович Заливако      |
| 1881       | Майор в отставке       | Евгений Людвигович Гизетти      | Вениамин Павлович Бабаев         | Константин Степанович Маковецкий | Владимир Викентьевич Лиходзевский |
| 1885       | Майор в отставке       | Евгений Людвигович Гизетти      | Вениамин Павлович Бабаев         | вакансия                         | вакансия                          |
| 1886       | Майор в отставке       | Евгений Людвигович Гизетти      | Вениамин Павлович Бабаев         | Степан Константинович Маковецкий | Осман Селихов Бабаш               |
| 1887       | Коллежский асессор     | Леонид Александрович Караулов   | Вениамин Павлович Бабаев         | Степан Константинович Маковецкий | Осман Селихов Бабаш               |
| 1889       | Коллежский асессор     | Леонид Александрович Караулов   | Вениамин Павлович Бабаев         | ликвидирована должность          | Осман Селихов Бабаш               |
| 1900       | Коллежский асессор     | Леонид Александрович Караулов   | Вениамин Павлович Бабаев         | ликвидирована должность          | Дмитрий Яковлевич Мигай           |
| 1905       | Коллежский советник    | Семён Александрович Житников    | Константин Иванович Мельников    | ликвидирована должность          | Дмитрий Яковлевич Мигай           |
| 1906       | Коллежский асессор     | Владимир Александрович Литвинов | Константин Иванович Мельников    | ликвидирована должность          | Иосиф Филат Колесников            |
| 1909       | Титулярный советник    | Михаил Васильевич Валюжинич     | Константин Иванович Мельников    | ликвидирована должность          | Иосиф Филат Колесников            |
| 1913       | Коллежский асессор     | Яхья Адамович Солтык            | Павел Иванович Митрофанов        | ликвидирована должность          | Иосиф Филат Колесников            |
| 1914- 1917 | Коллежский асессор     | Яхья Адамович Солтык            | Павел Иванович Митрофанов        | ликвидирована должность          | Иван Феликсович Залужный          |

| Год        | Становой пристав (м. Брагин)       | Становой пристав (м. Брагин)      | Становой пристав (м. Брагин)      | Становой пристав (м. Юревичи)     | Становой пристав (м. Юревичи)  | Становой пристав (с. Евтушкевичи) | Становой пристав (с. Евтушкевичи) | Становой пристав (с. Евтушкевичи) |
| ---------- | ---------------------------------- | --------------------------------- | --------------------------------- | --------------------------------- | ------------------------------ | --------------------------------- | --------------------------------- | --------------------------------- |
| 1863       | Алексадр Артемьевич Малиновский    | Алексадр Артемьевич Малиновский   | Алексадр Артемьевич Малиновский   | Александр Османович Мухля         | Александр Османович Мухля      | Степан Савич Комарский            | Степан Савич Комарский            | Степан Савич Комарский            |
|            | 1-й стан (м. Брагин)               | 1-й стан (м. Брагин)              | 2-й стан (м. Юревичи)             | 2-й стан (м. Юревичи)             | 3-й стан (м. Каленковичи)      | 3-й стан (м. Каленковичи)         | 4-й стан (м. Горваль)             | 4-й стан (м. Горваль)             |
| 1864       |                                    |                                   | Степан Корнилович Зенец           | Степан Корнилович Зенец           |                                |                                   |                                   |                                   |
| 1865       | Иван Михайлович Каминский          | Иван Михайлович Каминский         | Виктор Крижановский               | Виктор Крижановский               | Фёдор Иванович Балицкий        | Фёдор Иванович Балицкий           | Николай Иванович Леопутов         | Николай Иванович Леопутов         |
| 1867       | Петр Иванович Сильченко            | Петр Иванович Сильченко           | Киприан Станиславович Кельчевский | Киприан Станиславович Кельчевский | Фёдор Иванович Балицкий        | Фёдор Иванович Балицкий           | Николай Иванович Леопутов         | Николай Иванович Леопутов         |
| 1869       | Петр Иванович Сильченко            | Петр Иванович Сильченко           | Василий Яковлевия Козаков         | Василий Яковлевия Козаков         | Фёдор Иванович Балицкий        | Фёдор Иванович Балицкий           | Николай Иванович Леопутов         | Николай Иванович Леопутов         |
| 1870       | вакансия                           | вакансия                          | Василий Яковлевия Козаков         | Василий Яковлевия Козаков         | Фёдор Иванович Балицкий        | Фёдор Иванович Балицкий           | Николай Иванович Леопутов         | Николай Иванович Леопутов         |
| 1872       | Петр Павлович Севрюк               | Петр Павлович Севрюк              | Василий Яковлевия Козаков         | Василий Яковлевия Козаков         | Иван Дмитревич Залюбовский     | Иван Дмитревич Залюбовский        | Фалдей Михайлович Таранович       | Фалдей Михайлович Таранович       |
| 1876       | Стефан Николаевич Фёдоров          | Стефан Николаевич Фёдоров         | Ераст Андреевич Измайлов          | Ераст Андреевич Измайлов          | Александр Фёдорович Даев       | Александр Фёдорович Даев          | Фалдей Михайлович Таранович       | Фалдей Михайлович Таранович       |
| 1876       | Стефан Николаевич Фёдоров          | Стефан Николаевич Фёдоров         | Ераст Андреевич Измайлов          | Ераст Андреевич Измайлов          | Александр Фёдорович Даев       | Александр Фёдорович Даев          | 4-й стан (г. Речица)              |                                   |
| 1877       | Стефан Николаевич Фёдоров          | Стефан Николаевич Фёдоров         | Ераст Андреевич Измайлов          | Ераст Андреевич Измайлов          | Александр Фёдорович Даев       | Александр Фёдорович Даев          | Павел Иванович Бачевский          | Павел Иванович Бачевский          |
| 1878       | Стефан Николаевич Фёдоров          | Стефан Николаевич Фёдоров         | Осип Иванович Красницкий          | Осип Иванович Красницкий          | Александр Фёдорович Даев       | Александр Фёдорович Даев          | Павел Иванович Бачевский          | Павел Иванович Бачевский          |
| 1879       | Стефан Николаевич Фёдоров          | Стефан Николаевич Фёдоров         | Осип Иванович Красницкий          | Осип Иванович Красницкий          | 3-й стан (м. Василевичи)       | 3-й стан (м. Василевичи)          | Григорий Иванович Вечерко         | Григорий Иванович Вечерко         |
| 1879       | Стефан Николаевич Фёдоров          | Стефан Николаевич Фёдоров         | Осип Иванович Красницкий          | Осип Иванович Красницкий          | Владислав Антонович Триковский |                                   | Григорий Иванович Вечерко         | Григорий Иванович Вечерко         |
| 1880       | Стефан Николаевич Фёдоров          | Стефан Николаевич Фёдоров         | Петр Петрович Якушевский          | Петр Петрович Якушевский          |                                |                                   | Григорий Иванович Вечерко         | Григорий Иванович Вечерко         |
| 1884       | Василий Андреевич Андриянов        | Василий Андреевич Андриянов       | Петр Петрович Якушевский          | Петр Петрович Якушевский          |                                |                                   | Григорий Иванович Вечерко         | Григорий Иванович Вечерко         |
| 1887       | Владимир Викентьевич Лиходзевский  | Владимир Викентьевич Лиходзевский | Петр Петрович Якушевский          | Петр Петрович Якушевский          |                                |                                   | Григорий Иванович Вечерко         | Григорий Иванович Вечерко         |
| 1889       | Владимир Викентьевич Лиходзевский  | Владимир Викентьевич Лиходзевский | Владимир Тимофеевич Юноцкевич     | Владимир Тимофеевич Юноцкевич     |                                |                                   | Григорий Иванович Вечерко         | Григорий Иванович Вечерко         |
| 1889       | Владимир Викентьевич Лиходзевский  | Владимир Викентьевич Лиходзевский | Владимир Тимофеевич Юноцкевич     | Владимир Тимофеевич Юноцкевич     | 3-й стан (м. Доманов)          | 3-й стан (м. Доманов)             | 4-й стан (м. Горваль)             | 4-й стан (м. Горваль)             |
| 1892       | Василий Павлович Можайский         | Василий Павлович Можайский        | Владимир Тимофеевич Юноцкевич     | Владимир Тимофеевич Юноцкевич     | Владислав Антонович Триковский | Владислав Антонович Триковский    | Семён Александрович Житников      | Семён Александрович Житников      |
| 1893       | Яков Иванович Чимбаевич            | Яков Иванович Чимбаевич           | Владимир Тимофеевич Юноцкевич     | Владимир Тимофеевич Юноцкевич     | Владислав Антонович Триковский | Владислав Антонович Триковский    | Семён Александрович Житников      | Семён Александрович Житников      |
| 1894       | Яков Иванович Чимбаевич            | Яков Иванович Чимбаевич           | Константин Матвеевич Кладкевич    | Константин Матвеевич Кладкевич    | Владислав Антонович Триковский | Владислав Антонович Триковский    | 4-й стан (г. Речица)              | 4-й стан (г. Речица)              |
| 1896       | Павел Осипович Глыбовкий           | Павел Осипович Глыбовкий          | Константин Матвеевич Кладкевич    | Константин Матвеевич Кладкевич    | Владислав Антонович Триковский | Владислав Антонович Триковский    | Семён Александрович Житников      | Семён Александрович Житников      |
| 1897       | Павел Осипович Глыбовкий           | Павел Осипович Глыбовкий          | Константин Иванович Цитко         | Константин Иванович Цитко         | 3-й стан (м. Дудичи)           | 3-й стан (м. Дудичи)              | Петр Николаевич Шпилотов          | Петр Николаевич Шпилотов          |
| 1899       | Павел Осипович Глыбовкий           | Павел Осипович Глыбовкий          | Константин Иванович Цитко         | Константин Иванович Цитко         | Фёдор Иванович Скребец         | Фёдор Иванович Скребец            | Петр Николаевич Шпилотов          | Петр Николаевич Шпилотов          |
|            | 1-й стан (м. Брагин)               | 1-й стан (м. Брагин)              | 2-й стан (м. Юревичи)             | 3-й стан (м. Дудичи)              | 3-й стан (м. Дудичи)           | 4-й стан (г. Речица)              | 4-й стан (г. Речица)              | 5-й стан (м. Лоев)                |
| 1901       | Александр Францевич Станишевский   | Александр Францевич Станишевский  | Константин Иванович Цитко         | Фёдор Иванович Скребец            | Фёдор Иванович Скребец         | Петр Николаевич Шпилиотов         | Петр Николаевич Шпилиотов         | Иван Николаевич Богаткевич        |
| 1902       | Константин Иванович Цитко          | Александр Францевич Станишевский  | Александр Францевич Станишевский  | Фёдор Иванович Скребец            | Фёдор Иванович Скребец         | Иван Николаевич Богаткевич        | Иван Николаевич Богаткевич        | Афанасий Иванович Красновский     |
| 1904       | Константин Иванович Цитко          | Александр Францевич Станишевский  | Александр Францевич Станишевский  | Фёдор Иванович Скребец            | Фёдор Иванович Скребец         | Григорий Михайлович Лотоцкий      | Григорий Михайлович Лотоцкий      | Афанасий Иванович Красновский     |
| 1905       | Иосиф Викентьевич Луцик            | Александр Францевич Станишевский  | Александр Францевич Станишевский  | Фёдор Иванович Скребец            | Фёдор Иванович Скребец         | Григорий Михайлович Лотоцкий      | Григорий Михайлович Лотоцкий      | Афанасий Иванович Красновский     |
| 1906       | Борис-Владимир Иванович Красовский | Александр Прохорович Леонов       | Александр Прохорович Леонов       | Фёдор Иванович Скребец            | Фёдор Иванович Скребец         | Василий Григорьевич Суворов       | Василий Григорьевич Суворов       | Афанасий Иванович Красновский     |
| 1908       | Борис-Владимир Иванович Красовский | Сергей Илларионович Юрашкевич     | Сергей Илларионович Юрашкевич     | Фёдор Иванович Скребец            | Фёдор Иванович Скребец         | Василий Григорьевич Суворов       | Василий Григорьевич Суворов       | Афанасий Иванович Красновский     |
| 1909       | Сергей Фёдорович Понировский       | Сергей Илларионович Юрашкевич     | Сергей Илларионович Юрашкевич     | Фёдор Иванович Скребец            | Фёдор Иванович Скребец         | Павел Антонович Васильев          | Павел Антонович Васильев          | Афанасий Иванович Красновский     |
| 1911       | Сергей Фёдорович Понировский       | Сергей Илларионович Юрашкевич     | Сергей Илларионович Юрашкевич     | Фёдор Иванович Скребец            | Фёдор Иванович Скребец         | Николай Фёдорович Синцов          | Николай Фёдорович Синцов          | Афанасий Иванович Красновский     |
| 1912       | Сергей Фёдорович Понировский       | Сергей Илларионович Юрашкевич     | Сергей Илларионович Юрашкевич     | Дмитрий Яковлевич Мигай           | Дмитрий Яковлевич Мигай        | Николай Фёдорович Синцов          | Николай Фёдорович Синцов          | Фёдор Иванович Скребец            |
| 1912       | Сергей Фёдорович Понировский       | Сергей Илларионович Юрашкевич     | Сергей Илларионович Юрашкевич     | 3-й стан (ст. Калинковичи)        |                                | Николай Фёдорович Синцов          | Николай Фёдорович Синцов          | Фёдор Иванович Скребец            |
| 1913       | Дмитрий Яковлевич Мигай            | Сергей Илларионович Юрашкевич     | Сергей Илларионович Юрашкевич     | Николай Фёдорович Синцов          | Николай Фёдорович Синцов       | Павел Александрович Танков        | Павел Александрович Танков        | Фёдор Иванович Скребец            |
| 1914       | Дмитрий Яковлевич Мигай            | Михаил Семёнович Ножевский        | Михаил Семёнович Ножевский        | Николай Фёдорович Синцов          | Николай Фёдорович Синцов       | Павел Александрович Танков        | Павел Александрович Танков        | Фёдор Иванович Скребец            |
| 1916- 1917 | Дмитрий Яковлевич Мигай            | Михаил Семёнович Ножевский        | Михаил Семёнович Ножевский        | Николай Фёдорович Синцов          | Николай Фёдорович Синцов       | Михаил Степанович Седлецкий       | Михаил Степанович Седлецкий       | Фёдор Иванович Скребец            |

Уездные полицейские управления были ликвидированы на основании постановления Временного правительства об упразднении департамента полиции от 10 марта 1917 года

## Органы Суда

#### Земской поветовый суд
Указом Минского губернского правления от 10 марта 1797 года начал действовать земской поветовый суд. Суд состоял из судьи, подсудка и писаря. Суд разбирал гражданские и уголовные дела, за исключением, тех, которые входили в компетенцию городской и земской полиции. Язык производства дел был польский. Разбор дел вёлся по статуту ВКЛ.
| Год  | Судья                            | Подсудок (заседатель)         | Подсудок                      | Секретарь, Нотарий, писарь        |
| ---- | -------------------------------- | ----------------------------- | ----------------------------- | --------------------------------- |
| 1785 | Викентий Солтан                  | Викентий Вилямовский          | -                             | (сек) Василий Привлоцкий          |
| 1801 | Викентий Куприянович Велямовский | Устиан Фурс                   | -                             |                                   |
| 1802 | Павел Леопольдович Оскирко       | Флориан Антонович Корсак      | Михайло Осипович Креутз       | (нот) Фадей Солтан                |
| 1805 | Доминик Игнатьевич Шишко         | Винцентий Антонович Мерло     | Феликс Иванович Ястрембский   | (нот) Рафаил Осипович Обухович    |
| 1808 | Франц Осипович Солтан            | Викентий Иванович Крушевский  | Героним Михайлович Горновский | (нот) Игнатий Антонович Маевский  |
| 1811 | Франц Осипович Солтан            | Рафаь Казимирович Венцлавович | Иван Антонович Прыбара        | (пис) Петр Семёнович Бельский     |
| 1814 | Франц Осипович Солтан            | Франц Коперницкий             | Иван Антонович Прыбара        | (нот) Иван Денисович Кретковский  |
| 1817 | Франц Осипович Солтан            | Иван Денисович Кретковский    | Иван Антонович Прыбара        | (нот) Иосиф Войтехович Бончевский |
| 1820 | Фелициан Харевич                 | Каликст Фролович Винча        | Иван Антонович Прыбара        | (пис) Иван Антонович Будзеновский |
| 1822 | вакансия                         | Каликст Фролович Винча        | Иван Антонович Прыбара        | (пис) Иван Антонович Будзеновский |
| 1823 | Каликст Фролович Винча           | Иван Троянович Прибора        | Игнатий Андреевич Солтан      | (пис) Иван Антонович Будзеновский |
| 1826 | Иосиф Крушевский                 | Станислав Иванович Горват     | Иван Антонович Будзяновский   | (пис) Игнатий Антонович Тржецяк   |
| 1828 | Альбин Михайлович Оскирко        | Станислав Иванович Горват     | Иван Антонович Будзяновский   | (пис) Игнатий Антонович Тржецяк   |

Упразднён земской поветовый суд указом Сената от 30 октября 1831 года. Его функция передавалась уездному суду.

#### Уездный суд
Уездное дворянство избирало судью и двух избирателей уездного суда сроком на три года, третий заседатель назначался губернским правлением.
|           | Судья                          | Заседатель                    | Заседатель(и) | Заседатель от правительства          |
| --------- | ------------------------------ | ----------------------------- | --- | ------------------------------------ |
| 1831      | Иван Антонович Будзяновский    | Лев Станиславович Оскерка     | Андрей Троянович Прибора                                                                                              |                                      |
| 1835      | Иван Антонович Будзяновский    | Лев Станиславович Оскерка     | Антон Анзельм. Корсак Карл Васильевич Солтан                                                                          |                                      |
| 1836      | Иван Антонович Будзяновский    | Лев Станиславович Оскерка     | Антон Анзельм. Корсак Карл Васильевич Солтан Каетан Андреевич Солтан                                                  |                                      |
| 1837      | Иван Антонович Будзяновский    | Лев Станиславович Оскерка     | Антон Анзельм. Корсак Карл Васильевич Солтан Каетан Андреевич Солтан Андрей Трояновский Прибора                       |                                      |
| 1839      | Иван Троянович Пржибора        | Лев Станиславович Оскерка     | Ксаверий Александрович Ивашкевич Киприян Михайлович Александрович Станислав Антонович Тржецяк Антон Дионисович Козелл |                                      |
| 1841      | Иван Троянович Пржибора        | Лев Станиславович Оскерка     | Ксаверий Александрович Ивашкевич                                                                                      | Николай Осипович Вендо               |
| 1844      | Александр Викентьевич Солтан   | Антон Станиславович Моравский | Иван Леонтьевич Козляковский                                                                                          | Николай Осипович Вендо               |
| 1848      | Людвиг Фомич Сущевич           | Антон Станиславович Моравский | Иван Леонтьевич Козляковский                                                                                          | Николай Осипович Вендо               |
| 1850      | Людвиг Фомич Сущевич           | Антон Станиславович Моравский | вакансия | Николай Осипович Вендо               |
| 1851      | Антон Станиславович Моравский  | Сигизмунд Каликст. Винча      | Станислав Антонович Тржецяк                                                                                           | Николай Осипович Вендо               |
| 1854      | Оттон Венедиктович Новаковский | Мавриций Петрович Обухович    | Станислав Антонович Тржецяк                                                                                           | Николай Осипович Вендо               |
| 1855      | Оттон Венедиктович Новаковский | Мавриций Петрович Обухович    | Станислав Антонович Тржецяк                                                                                           | вакансия                             |
| 1856      | Михаил Гаврилович Гуминский    | Мавриций Петрович Обухович    | Станислав Антонович Тржецяк                                                                                           | Егор Анисимович Замысловский         |
| 1863      | Иларион Антонович Леошкевич    | Мавриций Петрович Обухович    | Станислав Антонович Тржецяк                                                                                           | Андрей Осипович Матиясевич           |
| 1864      | Канон Фёдорович Лисенко        | Эдуард Иванович Вагнер        | Станислав Антонович Тржецяк                                                                                           | Николай Петрович Бразуль-Брушковский |
| 1865      | Канон Фёдорович Лисенко        | Эдуард Иванович Вагнер        | Антон Васильевич Волкович                                                                                             | Николай Петрович Бразуль-Брушковский |
| 1868      | Канон Фёдорович Лисенко        | Мартин Андреевич Анц          | Антон Васильевич Волкович                                                                                             | Николай Петрович Бразуль-Брушковский |
| 1870-1872 | Канон Фёдорович Лисенко        | Мартин Андреевич Анц          | Карл Иванович Висинг                                                                                                  | Николай Петрович Бразуль-Брушковский |

Уездный суд прекратил свою деятельность на основании временных правил от 20 апреля 1872 года «О введении мировых судебных установлений в губерниях Гродненской, Волынской и Минской».

#### Мировой суд
Мировые судьи стали назначаться министром юстиции из числа лиц представленных местной администрацией.
С 1872 года уезд разделялся на 4 судебно-мировые участка:
1-й участок составлял: г. Речица; волости: Василевичская, часть Горвольской, Ровенско-Слободская, Заспенская, часть Микуличской и Холмечская.
2-й участок составлял волости: Лоевская, часть Микуличской, Брагинская, Деражицкая, Ручаевская, Савичская и Иолчанская.
3-й участок составлял волости: Наровлянская, Хойницкая, Юревичская, Дерновичская и Автютевичская.
4-й участок составлял волости: Домановичская, Дудичская, Крюковичская, Карповичская, Якимо-Слободская и часть Горвальской
С 1879 года уезд входил в Мозырьско-Речицкий мировой округ и разделялся на 3 с половиной участка:
2-й участок составлял волости: Наровлянская, Юревичская, Дерновичская, Автютевичская и местечки Юревичи, Наровля и Коленковичи..
5-й участок составлял: г. Речица; волости: Ровенско-Слободская, Заспенская, Холмечская, Малодушская, Хойницкая и м. Хойники.
6-й участок составлял волости: Лоевская, Микуличская, Брагинская, Деражицкая, Ручаевская, Савичская, Иолчанская и местечки Лоев и Брагин.
7-й участок составлял волости: Домановичская, Дудичская, Крюковичская, Карповичская, Якимо-Слободская, Горвальская, Василевичская и м. Холмечь
|           | 1-й участок (камера в г. Речице) | 2-й участок (камера в м. Лоеве)        | 3-й участок (камера в м. Наровля) | 4-й участок (камера в Домановичах)                     |
| --------- | -------------------------------- | -------------------------------------- | --------------------------------- | ------------------------------------------------------ |
| 1872      | Александр Иванович Чмыхов        | Александр Егорович Сараев              | Иван Гаврилович Валединский       | Николай Николаевич Пущин                               |
| 1874      | Александр Иванович Чмыхов        | Александр Егорович Сараев              | вакансия                          | Николай Николаевич Пущин                               |
| 1876      | Александр Константинович Кульнев | Гавлиил Константинович Никольский      | вакансия                          | Владимир Иванович Михайлов                             |
| 1877      | Александр Константинович Кульнев | Гавлиил Константинович Никольский      | Николай Александрович Станкевич   | Владимир Иванович Михайлов                             |
|           | 2-й участок (камера в г. Мозыре) | 5-й участок (камера в г. Речице)       | 6-й участок (камера в м. Лоеве)   | 7-й участок (камера в Домановичах)                     |
| 1879      | Владимир Глебович Соколов        | Александр Константинович Кульнев       | Гавлиил Константинович Никольский | Владимир Иванович Михайлов                             |
| 1880      | Владимир Глебович Соколов        | Алексей Николаевич Пузанов             | Гавлиил Константинович Никольский | Владимир Иванович Михайлов                             |
| 1881      | Владимир Глебович Соколов        | Евгений Иванович Нагорский             | Гавлиил Константинович Никольский | Владимир Иванович Михайлов                             |
| 1882      | Владимир Глебович Соколов        | Михаил Павлович Миртовский             | Гавлиил Константинович Никольский | вакансия                                               |
| 1883      | Владимир Глебович Соколов        | Михаил Павлович Миртовский             | Петр Яковлевич Кудрявцев          | Виссарион Павлович Волков                              |
| 1886      | Владимир Глебович Соколов        | Михаил Павлович Миртовский             | Петр Яковлевич Кудрявцев          | Владимир Иванович Михайлов                             |
| 1887      | Алексей Николаевич Николаевский  | Михаил Павлович Миртовский             | Петр Яковлевич Кудрявцев          | Владимир Иванович Михайлов                             |
| 1888      | Алексей Николаевич Николаевский  | Михаил Михайлович Бодиско              | Петр Яковлевич Кудрявцев          | Владимир Иванович Михайлов                             |
| 1892      | Алексей Николаевич Николаевский  | Михаил Михайлович Бодиско              | Петр Яковлевич Кудрявцев          | Лев Николаевич Хвостов                                 |
| 1894      | Алексей Николаевич Николаевский  | вакансия                               | Василий Васильевич Лось           | Лев Николаевич Хвостов                                 |
| 1895      | Алексей Николаевич Николаевский  | Константин Константинович Черняховский | Василий Васильевич Лось           | Лев Николаевич Хвостов                                 |
| 1895      | Алексей Николаевич Николаевский  | Константин Константинович Черняховский | Василий Васильевич Лось           | 7-й участок (камера на ж/д станции Мозырь-Калинковичи) |
| 1899      | Алексей Николаевич Николаевский  | Константин Константинович Черняховский | Василий Васильевич Лось           | вакансия                                               |
| 1900-1901 | Алексей Николаевич Николаевский  | Константин Константинович Черняховский | Василий Васильевич Лось           | Даниил Григорьевич Рыбаков                             |

В Минской губернии мировые суды были упразднены по Указу Сената от 4 января 1901 года. Вместо них вводился институт городских судей. Городские судьи назначались и увольнялись министром юстиции.

#### Подкоморский суд
Указом Павла I и изданным на его основании Указа Минского губернского правления от 10 марта 1797 года существовавшие ещё с 1566 года подкоморские суды были восстановлены в соответствии с нормами Статута ВКЛ. В их компетенцию входило рассмотрение дел о межевых спорах.
| Год        | Чин                 | Подкоморий                     |
| ---------- | ------------------- | ------------------------------ |
| 1802       | Подстароста судовой | Игнатий Сергеевич Оскирко      |
| 1803       |                     | Иван Солтан                    |
| 1805       | Адъютант            | Амброжий Иванович Оскирко      |
| 1808       |                     | Павел Леопольдович Оскирко     |
| 1811       |                     | Троян Иванович Прибара         |
| 1814       |                     | Петр Троянович Прибора         |
| 1821       |                     | Рафаил Казимирович Венцлавович |
| 1823       |                     | Адам Троянович Прибора         |
| 1826       |                     | Владислав Карлович Прозор      |
| 1831- 1832 |                     | Владислав Игнатьевич Оскирко   |

Подкоморский суд упразднён по Указу Николая I от 11 мая 1832 года «Об уничтожении в возвращённых от Польши губерниях должностей: подкомориев, коморников, возных и хорунжих».

#### Прокурорский надзор
Для наблюдения за исполнением закона во всех присудственных местах уезда были введены уездные стряпчие. Уездный стряпчий назначался губернским правлением и подчинялся непосредственно губернскому прокурору. Он следил за неукоснительным исполнением всех обнародованных законов и указов, разрешал конфликты в судебных местах как между присутствующими, так и тяжущимися, охранял почтительное отношение к судьям, а также пресекал все безнравственные поступки.
| Год        | Чин                    | Уездный стряпчий                               |
| ---------- | ---------------------- | ---------------------------------------------- |
| 1805       | Титулярный советник    | (п) Василий Александрович Приволоцкий          |
| 1807       | Титулярный советник    | (п) Василий Григорьевич Стеблина               |
| 1820       | Титулярный советник    | (п) Семён Иванович Бенедиктович († 28.03.1834) |
| 1835       | Коллежский регистратор | Викентий Антонович Фёдорович                   |
| 1839       | Коллежский асессор     | Николай Яковлевич Виковский                    |
| 1844- 1855 | Титулярный советник    | Лавренитий Антонович Харченко                  |
| 1856- 1861 | Коллежский асессор     | Лавр Степанович Ельницкий                      |
| 1863       | Коллежский асессор     | Аркадий Васильевич Шидловский                  |
| 1865- 1872 | Коллежский асессор     | Михаил Адамович Пекарский                      |

В Речицком уезде стряпчий был упразднён с 20 апреля 1872 года с закрытием уездного суда и введением мировых судебных установлений. Осуществление его функций возлагалось на судебных следователей и товарищей губернского прокурора.
| Год        | Чин                  | Товарищ прокурора окружного суда    | Примечание                                    |
| ---------- | -------------------- | ----------------------------------- | --------------------------------------------- |
| 1881       | Губернский секретарь | Иван Петрович Сомченский            | Командирован в уезд                           |
| 1883       | Коллежский секретарь | Василий Александрович Макашов       | 1-й участок Мозырьского уезда и Речицкий уезд |
| 1886       | Коллежский секретарь | Василий Александрович Макашов       | только Речицкий уезд                          |
| 1887       | Коллежский асессор   | Василий Аркадьевич Веселовский      | Мозырьский и Речицкий уезды                   |
| 1891       | Коллежский секретарь | Василий Егорович Каликин            | Мозырьский и Речицкий уезды                   |
| 1897       | Коллежский асессор   | Николай Фёдорович Сукачёв           | Мозырьский и Речицкий уезды                   |
| 1900       | Титулярный советник  | Георгий Александрович Островский    | Мозырьский и Речицкий уезды                   |
| 1903       | Коллежский советник  | Иосиф Степанович Вержбицкий         | Речицкий уезд                                 |
| 1904       |                      | вакансия                            | Речицкий уезд                                 |
| 1905       | Титулярный советник  | Леонид Григорьевич Иваненко         | Речицкий уезд                                 |
| 1906       |                      | вакансия                            | Речицкий уезд                                 |
| 1907       | Надворный советник   | Фёдор Эдуардович Стржижовский       | Речицкий уезд                                 |
| 1908       | Надворный советник   | Владимир Степанович Богдановский    | Речицкий уезд                                 |
| 1909       | Титулярный советник  | Александр Владимирович Востросаблин | Речицкий уезд                                 |
| 1910       | Коллежский асессор   | Анатолий Матвеевич Квасницкий       | Речицкий уезд                                 |
| 1912       | Коллежский асессор   | Георгий Михайлович Щербинский       | Речицкий уезд                                 |
| 1916- 1917 | Коллежский асессор   | Яков Никитович Борисов              | Речицкий уезд                                 |

Деятельность товарища прокурора по Речицкому участку была ликвидирована в декабре 1917 года.

## Дворянские сословные учреждения

#### Уездный предводитель дворянства
После третьего раздела Речи Посполитой, маршалки, Указом Екатерины II от 3 мая 1795 г., стали именоваться по Российскому образцу — уездные предводители дворянства. 27 сентября 1795 года состоялись первые выборы уездного предводителя дворянства. Но уже 6 февраля 1796 года, указом Павла I, в северо-западном крае, предписывалось вместо уездных предводителей дворянства избирать уездного маршалка и хорунжего, с правами и обязанностями уездного предводителя дворянства. По Указу Сената от 20 января 1799 года они избирались на три года. Такой порядок сохранялся до 1831 года. Указом Сената от 23 февраля 1831 года и изданным на его основании Указом Минского губернского правления от 28 марта 1831 года маршалки стали именоваться Уездные предводители дворянства. Уездный предводитель дворянства избирался уездным дворянским собранием и утверждался губернатором.
| Должности и Чины         | Фамилия, Имя Отчество                  | Период руководства   | Письмоводитель при предводителе дворянства (хорунжий)                                       | Период работы                                 |
| ------------------------ | -------------------------------------- | -------------------- | ------------------------------------------------------------------------------------------- | --------------------------------------------- |
|                          | Иван Христофорович Солтан              | 1796-1797            |                                                                                             |                                               |
| Статский советник        | (м) Викентий Иванович Солтан           | 1797-1802            | (х) Фелициан Адамович Стоцкий                                                               | ? — 1805                                      |
| Майор                    | (м) Людвиг Михайлович Рокиткий         | 1802-1811            | (х) Фадий Иванович Солтан (х) Станислав Казимирович Венславович                             | 1805-1808 1808—1811                           |
|                          | (м) Доминик Игнатьевич Шишко           | 1811-1814            | (х) Андрей Матвеевич Фонгольст (х) Адам Иванович Прибора                                    | 1811-1813 1813—1814                           |
|                          | (м) Павел Леопольдович Оскирко         | 1814-1817            | (х) Рафаил Казимирович Венцлавович                                                          | 1814-1820                                     |
|                          | (м) Иосиф Юдыцкий                      | 1817-1820            | (х) Рафаил Казимирович Венцлавович                                                          | 1814-1820                                     |
| Граф                     | (м) — (упд) Михаил Рафаилович Рокицкий | 1820-1853            | (х) Александр Игнатьевич Горват (х) Викентий Карлович Бончевский (х) Нарциз Иванович Солтан | 1820-1823 1823—1826 1826—1831                 |
| Статский советник        | Иван Семёнович Адамович                | 1854-1856            |                                                                                             |                                               |
| Коллежский регистратор   | Николай Игнатьевич Ланевский-Волк      | 1856-1859            |                                                                                             |                                               |
| Губернский секретарь     | Мечислав Владиславович Прозор          | 1859-1861            | Викентий Семёнович Китновский                                                               | 1859-1860                                     |
| помещик                  | Станислав Игнатьевич Горватт           | 16 октября 1863—1872 | Павел Петрович Сикорский Елисей Степанович Зморович Антон Михайлович Стржалко               | 11 июня 1863—1868 1868—1869 25 июня 1869—1871 |
| Поручик в отставке       | Петр Александрович Арнольди            | 13 декабря 1872—1877 | Александр Алексеевич Житников                                                               | 28 апреля 1873—1877                           |
| Подполковник в отставке  | Анатолий Владимирович Ерин             | 18 декабря 1877—1883 | Сигизмунд Серафимович Требертт Николай Васильевич Скобников                                 | 1876-1877 25 апреля 1877—1887                 |
| Титулярный советник      | Владимир Иванович Михайлов             | 1883-1886            | Сигизмунд Серафимович Требертт Николай Васильевич Скобников                                 | 1876-1877 25 апреля 1877—1887                 |
|                          | Сергей Владимирович Мацнев             | 1886-1892            | вакансия                                                                                    |                                               |
| Коллежский советник      | Владислав Петрович Богуславский        | 1892-1896            | Адам Каетанович Руцкий                                                                      | 1891-1912                                     |
| Коллежский асессор       | Николай Эдуардович Лунд                | 1896-1899            | Адам Каетанович Руцкий                                                                      | 1891-1912                                     |
| Штабс-капитан в отставке | Николай Петрович Савицкий              | 1899-1903            | Адам Каетанович Руцкий                                                                      | 1891-1912                                     |
| Барон                    | Михаил Михайлович фон-Розен            | 1903-1908            | Адам Каетанович Руцкий                                                                      | 1891-1912                                     |
| Статский советник        | Платон Пазлович Исаков                 | 1908-1913            | Николай Антонович Усхопов                                                                   | 1912-1913                                     |
|                          | Естафий Вильгельмович Ольдекоп         | 1913-1914            | вакансия                                                                                    |                                               |
| Коллежский советник      | Константин Яковлевич Ильяшенко         | 1914-1915            | вакансия                                                                                    |                                               |
|                          | Фёдор Николаевич Божко-Божинский       | 1915-1917            | вакансия                                                                                    |                                               |

Должности предводителей дворянства были упразднены Дикретом ЦИК и СНК Рабоче-Крестьянского правительства от 10 ноября 1917 года.

#### Дворянская опека
Дворянская опека учреждена в уезде в 1795 году. Указом Сената от 28 февраля 1817 года определялся порядок учреждения дворянских опек в Минской губернии. Они составлялись из общего присутствия земского поветового суда под председательством поветового маршалка. Изначально дворянская опека действовала по Статуту Великого Княжества Литовского и Конституции Речи Посполитой, но Указом Сената от 29 мая 1822 года на Минскую губернию был распространён общий порядок о дворянских опеках. С 1831 года дворянская опека состояла при уездном суде, а с 1862 года — при уездном полицейском управлении. Возглавлялись они Уездным Предводителем Дворянства.
Согласно указу Сената от 23 октября 1867 года, опека стала состоять из предводителя дворянства и двух заседателей, назначаемых губернатором из местных дворян.
|           | Уездный судья                | Заседатель уездного суда      | Заседатель уездного суда             | Заседатель уездного суда             |
| --------- | ---------------------------- | ----------------------------- | ------------------------------------ | ------------------------------------ |
| 1845      | Александр Викентьевич Солтан | Антон Станиславович Моравский | Иван Леонтьевич Козляковский         | Николай Осипович Вендо               |
| 1859-1861 | Михаил Гаврилович Гуминский  | Мауриций Петрович Обухович    | Станислав Антонович Тржецяк          | Егор Анисимович Замысловский         |
| 1864      | Иларион Антонович Леошкевич  | Мауриций Петрович Обухович    | Станислав Антонович Тржецяк          | Андрей Осипович Мятиясевич           |
| 1866      | Канон Фёдорович Лисенко      | Эдуард Иванович Вагнер        | Антон Васильевич Волкович            | Николай Петрович Бразуль-Брушковский |
| 1867      | Канон Фёдорович Лисенко      | Эдуард Иванович Вагнер        | Антон Васильевич Волкович            | Николай Петрович Бразуль-Брушковский |
| 1869      | Канон Фёдорович Лисенко      | Мартин Андреевич Анц          | Антон Васильевич Волкович            | Николай Петрович Бразуль-Брушковский |
| 1870-1871 | Канон Фёдорович Лисенко      | Мартин Андреевич Анц          | Карл Иванович Висинг                 | Николай Петрович Бразуль-Брушковский |
|           | Заседатель                   | Заседатель                    | Заседатель                           | Заседатель                           |
| 1872-1877 | Михаил Адамович Пекарский    | Михаил Адамович Пекарский     | Николай Петрович Бразуль-Брушковский | Николай Петрович Бразуль-Брушковский |
| 1877      | Осип Иванович Красницкий     | Осип Иванович Красницкий      | Николай Петрович Бразуль-Брушковский | Николай Петрович Бразуль-Брушковский |
| 1878-1880 | Илья Иванович Экскузович     | Илья Иванович Экскузович      | Николай Петрович Бразуль-Брушковский | Николай Петрович Бразуль-Брушковский |
| 1881      | Илья Иванович Экскузович     | Илья Иванович Экскузович      | вакансия                             | вакансия                             |
| 1882-1883 | Илья Иванович Экскузович     | Илья Иванович Экскузович      | Владимир Александрович Позняков      | Владимир Александрович Позняков      |
| 1884-1889 | Илья Иванович Экскузович     | Илья Иванович Экскузович      | Семён Александрович Житников         | Семён Александрович Житников         |
| 1890      | Петр Гаврилович Крестинский  | Петр Гаврилович Крестинский   | Семён Александрович Житников         | Семён Александрович Житников         |

Дворянские опеки были упразднены Дикретом ЦИК и СНК Рабоче-Крестьянского правительства от 10 ноября 1917 года.

## Финансов-налоговые и хозяйственно-экономические учреждения

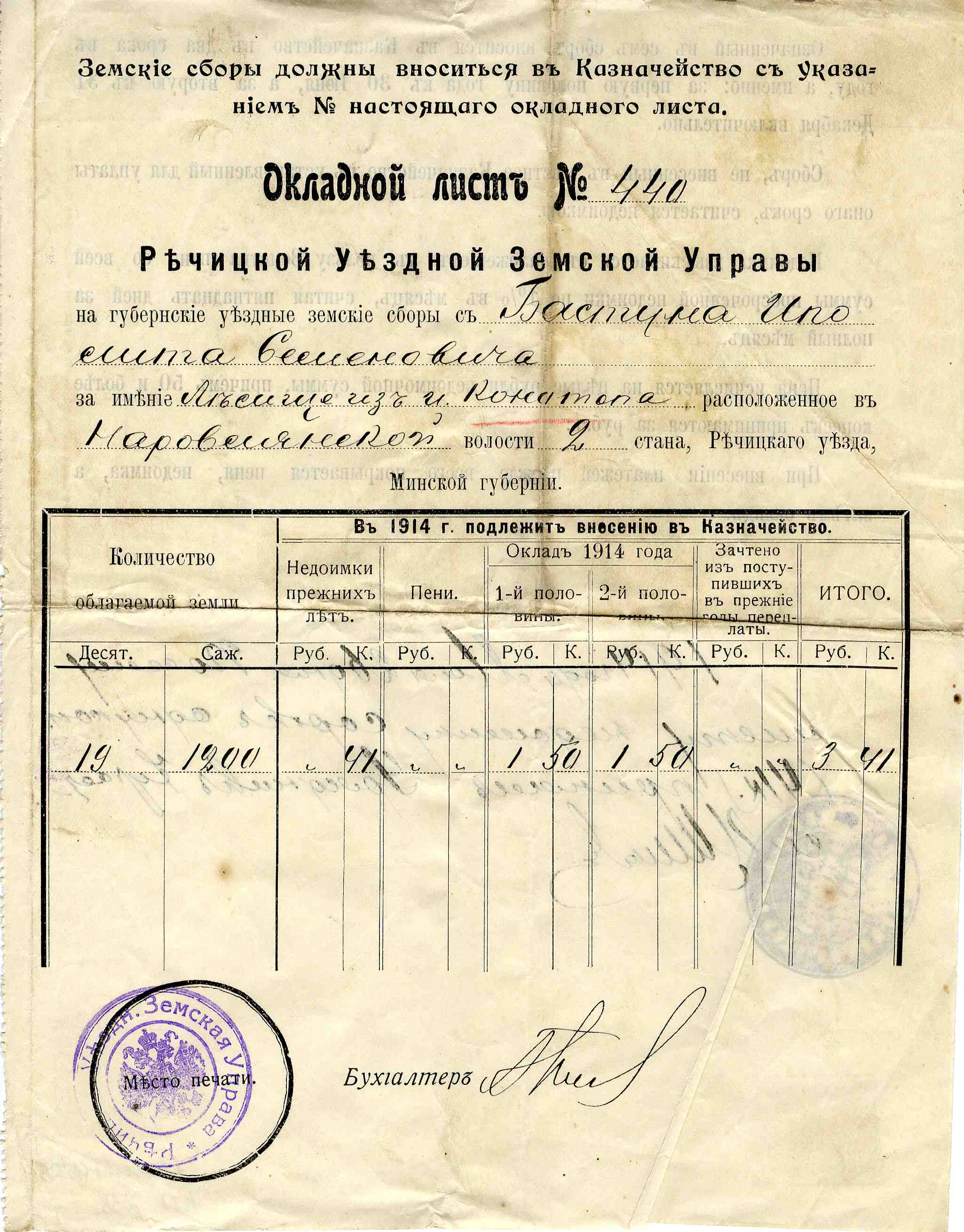
Окладной лист Речицкой Уездной Земской Управы, 1914 год

#### Уездное казначейство
Уездное казначейство действовало на основании «Учреждений об управлении губерний» . Подчинялось казённой палате, позднее (с 1865 года) губернскому казначейству.
| Год        | Чин                  | Уездный (поветовый) казначей        | Бухгалтер                    |
| ---------- | -------------------- | ----------------------------------- | ---------------------------- |
| 1796       | Губернский секретарь | (п) Иван Васильевич Залеский        |                              |
| 1802       | Коллежский секретарь | (п) Семён Антонович Шебека          |                              |
| 1803       | Губернский секретарь | (п) Лавренитий Коммисаров           |                              |
| 1806       | Титулярный советник  | (п) Леон Степанович Подобед         |                              |
| 1815       | Титулярный советник  | (п) Степан Григорьевич Крониковский |                              |
| 1841       | Коллежский асессор   | Семён Данилович Стабровский         |                              |
| 1849       | Губернский секретарь | Антон Адамович Рудзиевский          |                              |
| 1853       | Коллежский асессор   | Адам Иосифович Брылевский           |                              |
| 1860       | Коллежский советник  | Викентий Антонович Малишевский      | Донат Осипович Садовский     |
| 1880       | Коллежский советник  | Викентий Антонович Малишевский      | Антон Викентьевич Кононович  |
| 1889       | Коллежский советник  | Михаил Яковлевич Андреевский        | Антон Викентьевич Кононович  |
| 1896       | Коллежский советник  | Михаил Яковлевич Андреевский        | Владислав Игнатьевич Сцепуро |
| 1903       | Коллежский асессор   | Иосиф Иосифович Юрлов               | Владислав Игнатьевич Сцепуро |
| 1910       | Коллежский асессор   | Иосиф Иосифович Юрлов               | Василий Васильевич Бобович   |
| 1911       | Коллежский асессор   | Иосиф Иосифович Юрлов               | Дмитрий Иванович Белокуров   |
| 1912- 1920 | Коллежский секретарь | Хасен Сафарович Хасеневич           | Дмитрий Иванович Белокуров   |

Речицкое уездное казначейство проработало до 1920 года

## Образование
Однодневная перепись начальных учебных заведений проведённая 11 января 1911 года показала, что в уезде работало:
- три министерских двухклассных училища с 5-летним сроком обучения в которых обучалось 186 мальчиков и 106 девочек
- два министерских одноклассных училища с 4-х летним сроком обучения в которых обучалось 138 мальчиков и 27 девочек
- семьдесят семь народных однокласных училища из которых 2 с 2-х летним обучением и 75 с 4-х летним обучением в которых обучалось 3519 мальчиков и 1012 девочек
- три двухклассные церковно приходские школы из которых одно образцовое и одно с женским педагогическим классом с 6-летним сроком обучения в которых обучалось 279 мальчиков и 169 девочек
- семьдесят четыре одноклассные церковно-приходских школы из которых 17 с 2-х летним обучением и 57 с 4-х летним обучением в которых обучалось 2965 мальчиков и 1020 девочек
- железнодорожное одноклассное училище с 4-х летним сроком обучения в котором обучалось 38 мальчиков и 34 девочки
- отделение железнодорожного училища с 2-х летним периодом обучения в котором обучалось 14 мальчиков и 14 девочек
- сто семь школ грамоты с 2-х годичным сроком обучения в которых обучалось 2737 мальчиков и 491 девочка

## История
Речицкий уезд в составе Черниговского наместничества Российской империи был образован в 1793 году после 2-го раздела Речи Посполитой. Ранее, с 1566 года по 1793 год в составе Минского воеводства Великого княжества Литовского существовал Речицкий повет.
Из сообщения Речицкой конфедерации генералу Кнорингу в 7 апреля 1793 года сообщалось, что в Речицком повете «больших городов никаких нет; находятся только четыре королевские местечка, как то: Бобруйск и Речица, некогда магдебурские; Любоничи и Паричи, имеющие каждое свыше десятка еврейских домов; земских местечек девять, а именно: Лоев — генерал-лейтенента Юдицкого, Холмеч — Воловичев, Горваль — виленского епископа Масальского, Корпиловка и Стрешин — виленского капитула, Каземеров — Оскерки, Поболовь — речицкого земского судьи — Гриневича и Жлобин — поветоватого хорунжаго Халецкого, в каковых наследственных местечках сами владельцы и судят жителей»
В 1796 году уезд отошёл к Минской губернии Российской Империи.
9 июня 1845 года утверждён герб Речицкого уезда. Описание его: щит разделён на две половины: в верхней помещён губернский герб, а нижней, в белом поле, распущенное в левую сторону двуконечное знамя розового цвета, у которого нижний конец несколько длиннее верхнего; на знамени виден всадник в латах, сидящий на коне, обращённом в правую сторону; в правой руке всадника обнажённый меч, а на левой руке надет щит, на котором изображён двойной крест.
В 1861 году бургомистрами в Речицком магистрате были Максим Бобчёнок и Яков Козел.
В 1864 году в уезде работало 51 народное училище (15 — Министерства народного просвещения, 7- Министерства Государственных Имуществ, 29 — Эпархиального ведомства), и одно приходское в г. Речица
С 11.04.1863 Городским головой Речицы и председателем Сиротского Суда стал, бывший до этого гласным городской думы, Петр Сидорович Козел.
По программе Министерства Государственных Имуществ в 1873 году в целях развития сельского и лесного хозяйства и увеличения пахотных земель, а также для улучшения санитарно-гигиенического состояния местности, приступило к осушения болот в речицком уезде. С этой целью были произведены опытные работы в уезде экспедицией под руководством генерала Жилинского в м. Василевичи на площади в 12000 десятин, и осушка болотистой поймы реки Юрковичская. Общие работы по осушению проводились в 1874—1875 годах в долине р. Ведрич. В течение года река была урегурирована на протяжении 18,6 верст от д. Бабичи до устья. Было построено свыше 56 верст каналов и осушено 120000 десятин болот. В 1876 году была соединена р. Виць с р. Ведрич на расстоянии в 93,3 версты от Речицы до Талькович, чем было произведено соединение р. Припять с р. Днепр.
В 1875 году была устроена метеорологическая станция в м. Василевичах, которая производила измерения температуры, давления, влажности и количества воды испаряющейся из почвы, после постройки железной дороги и телеграфа передавала сведения напрямую в С.-Петербург.
В 1880 году в уезде работало 32 народных училища, 9 фельдшерских пунктов.
В 1885—1886 годах через речицкий уезд прошла ветка Пинск-Гомель Полесских железных дорог.
В 1919 году передан в Гомельскую губернию РСФСР. В 1926 году, в составе Гомельской губернии площадь уезда составляла 8294 км², он состоял из 9 волостей, 232 сельсоветов, 568 селений, 40002 дворов с населением 239 449 человек. Волости: Брагинская, Василевичская, Горвальская, Комаринская, Лоевская, Речицкая, Холмечская, Хойницкая, Юревичская, Борщевская (но по сообщению ГИКа не значилась).
6 декабря 1926 Речицкий уезд передан в состав БССР. 8 декабря 1926 года уезд переименован в Речицкий округ.

## Население
В 1816 году в уезде проживало 69 557 жителей.
В 1843 году в уезде проживало 94 683 жителя
По данным 1848 года в уезде проживало 42193 государевых крестьян, 570 однодворцев, 83 вольных людей, 1826 евреев, 291 поселенцы разных званий.
В 1863 году в уезде проживало 93 972 человека
В 1871 году в уезде проживало 109 619 жителей.
В 1872 году в уезде проживало 108 264 жителей.
В 1873 году в уезде проживало 109 717 жителей
В 1877 году в уезде проживало 118 347 жителей
В 1879 году в уезде проживало 131 103 жителя
В 1880 году в уезде проживало 130 901 жителя
В 1881 году в уезде проживало 132 628 жителей
В 1882 году в уезде проживало 136 723 жителей
В 1883 году в уезде проживало 138 342 жителей
В 1884 году в уезде проживало 139 187 жителей
В 1885 году в уезде проживало 140 872 жителей
В 1893 году в уезде проживало 168 070 жителей
В 1894 году в уезде проживало 175 212 жителей
По данным переписи 1897 года в Речицком уезде проживало 221771 человек.
В 1898 году в уезде проживало 222 238 жителей
В 1899 году в уезде проживало 228 214 жителей
В 1900 году в уезде проживало 235 021 жителей
В 1901 году в уезде проживало 250 497 жителей
В 1902 году в уезде проживало 255 956 жителей
В 1903 году в уезде проживало 250 713 жителей
В 1904 году в уезде проживало 257 697 жителей
В 1905 году в уезде проживало 264 028 жителей
В 1906 году в уезде проживало 269 707 жителей
В 1907 году в уезде проживало 275 733 жителя
В 1908 году в уезде проживало 281 865 жителей
В 1909 году в уезде проживало 288 434 жителей
В 1910 году в уезде проживало 293 949 жителей
В 1911 году в уезде проживало 301 387 жителей
В 1912 году в уезде проживало 309 274 жителя
В 1913 году в уезде проживало 316 641 жителей
На 1926 год в уезде проживало 239449 человек в том числе городское — 15692, сельское — 223757 человек.